# Fuerza Popular
Fuerza Popular (deutsch: Volkskraft), früher Fuerza 2011, ist eine rechtskonservative und wirtschaftsliberale (fujimoristische) Partei in Peru. Sie wurde anlässlich der Wahlen 2011 gegründet und unterstützte die Präsidentschaftskandidatur von Keiko Fujimori, der Tochter des früheren diktatorischen Präsidenten Alberto Fujimori, bei den Wahlen 2011, 2016 und 2021.

## Geschichte
Fuerza 2011 trat die Nachfolge der verschiedenen fujimoristischen Parteien und Gruppierungen Alianza por el Futuro (Cambio 90-Nueva Mayoría) sowie Sí Cumple an. Assoziiert ist außerdem die katholisch-konservative Partei Renovación Nacional des Andenparlamentariers Rafael Rey, der 2011 auch als Vizepräsidentschaftskandidat Fujimoris antrat.
Bei den Wahlen in Peru im April 2011 wurde die Partei mit 22,97 % zweitstärkste Kraft im Kongress und konnte 37 von 130 Abgeordneten stellen. Im Andenparlament gehörte bei 23,21 % der Stimmen einer der fünf peruanischen Delegierten der Fuerza Popular an. Bei den parallelen Präsidentschaftswahlen konnte sich die Spitzenkandidatin Keiko Fujimori  mit 23,55 % für den zweiten Wahlgang am 5. Juni qualifizieren, war dann jedoch mit 48,5 % dem Linkskandidaten Ollanta Humala unterlegen.
Auch bei den Wahlen in Peru im April 2016 trat Keiko Fujimori als Kandidatin von Fuerza Popular für das Präsidentenamt an. Im ersten Wahlgang der Präsidentschaftswahlen erzielte Keiko 39,86 % der gültigen Stimmen und landete somit auf dem ersten Platz vor Pedro Pablo Kuczynski (PPK) von der Partei Peruanos Por el Kambio (PPK), der auf 21,05 % kam, so dass diese beiden in die Stichwahl kamen.
Die Mehrheit der unterlegenen Kandidaten der ersten Runde unterstützte nunmehr die PPK, um eine Wiederkehr des Fujimorismo in Form von Alberto Fujimoris Tochter Keiko zu verhindern. Trotz starker politischer Gegensätze rief nun nicht nur Alejandro Toledo Manrique, unter dem PPK Premierminister gewesen war, sondern auch die linksökologische Kandidatin Verónika Mendoza von Frente Amplio zur Wahl PPKs auf.
Die Stichwahl konnte PPK mit 50,120 % der Stimmen äußerst knapp für sich entscheiden, während Keiko Fujimori mit 49,880 % unterlag, so dass Kuczynski Präsident der Republik Peru für die Wahlperiode von 2016 bis 2021 wurde.
Bei der zeitgleich mit der ersten Runde der Präsidentschaftswahl stattfindenden Kongresswahl 2016 erzielte Fuerza Popular mit 36,34 % der Stimmen eine absolute Mehrheit mit 73 von 130 Sitzen.
Bei der vorgezogenen Parlamentswahl im Januar 2020 erhielt sie 7,31 % der Stimmen und 15 Sitze.